# Tadeusz Wita
Tadeusz Antoni Wita (Zabrze; 4 de Abril de 1958 — ) é um político da Polónia. Ele foi eleito para a Sejm em 25 de Setembro de 2005 com 4656 votos em 29 no distrito de Gliwice, candidato pelas listas do partido Prawo i Sprawiedliwość.